# 马尔瓦勒 (克勒兹省)
马尔瓦勒（法語：Malval，法語發音：[malval]）是法国克勒兹省的一个旧市镇，属于盖雷区。2019年，马尔瓦勒与市镇利纳尔合并为新市镇利纳尔-马尔瓦勒。

## 地理
马尔瓦勒（46°21'1"N, 1°53'7"E）面积4.03 平方千米，位于法国新阿基坦大区克勒兹省，该省份为法国中部省份，位于法國中央高原西北部，北起安德尔省和谢尔省，西接维埃纳省，南至科雷兹省，东临多姆山省，东北与阿列省接壤。
与马尔瓦勒接壤的市镇（或旧市镇、城区）包括：博纳、利纳尔、莫尔特鲁、穆捷马尔卡。
马尔瓦勒的时区为UTC+01:00、UTC+02:00（夏令时）。

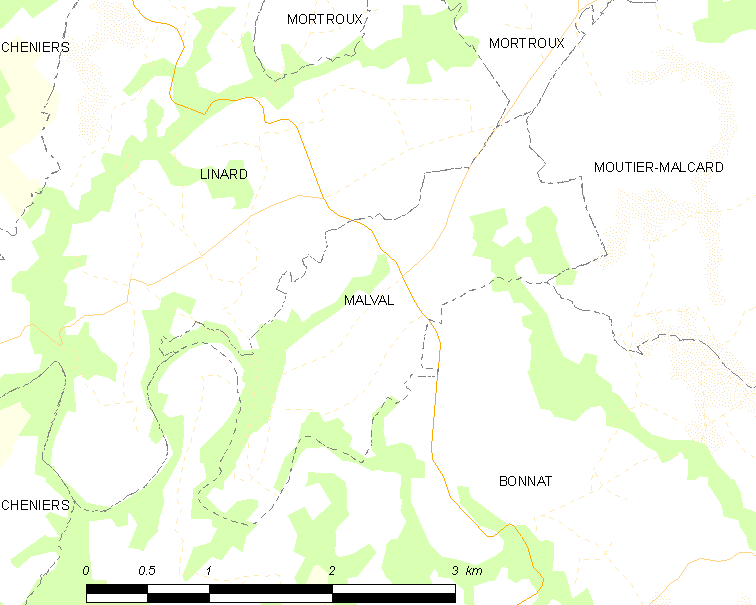
马尔瓦勒的OSM定位图

## 行政
马尔瓦勒的邮政编码为23220，INSEE市镇编码为23121。

## 政治
马尔瓦勒所属的省级选区为博纳县。

## 人口

1962-2008年间马尔瓦勒人口变化图示

马尔瓦勒于2018年1月1日时的人口数量为47人。